# Trinknahrung

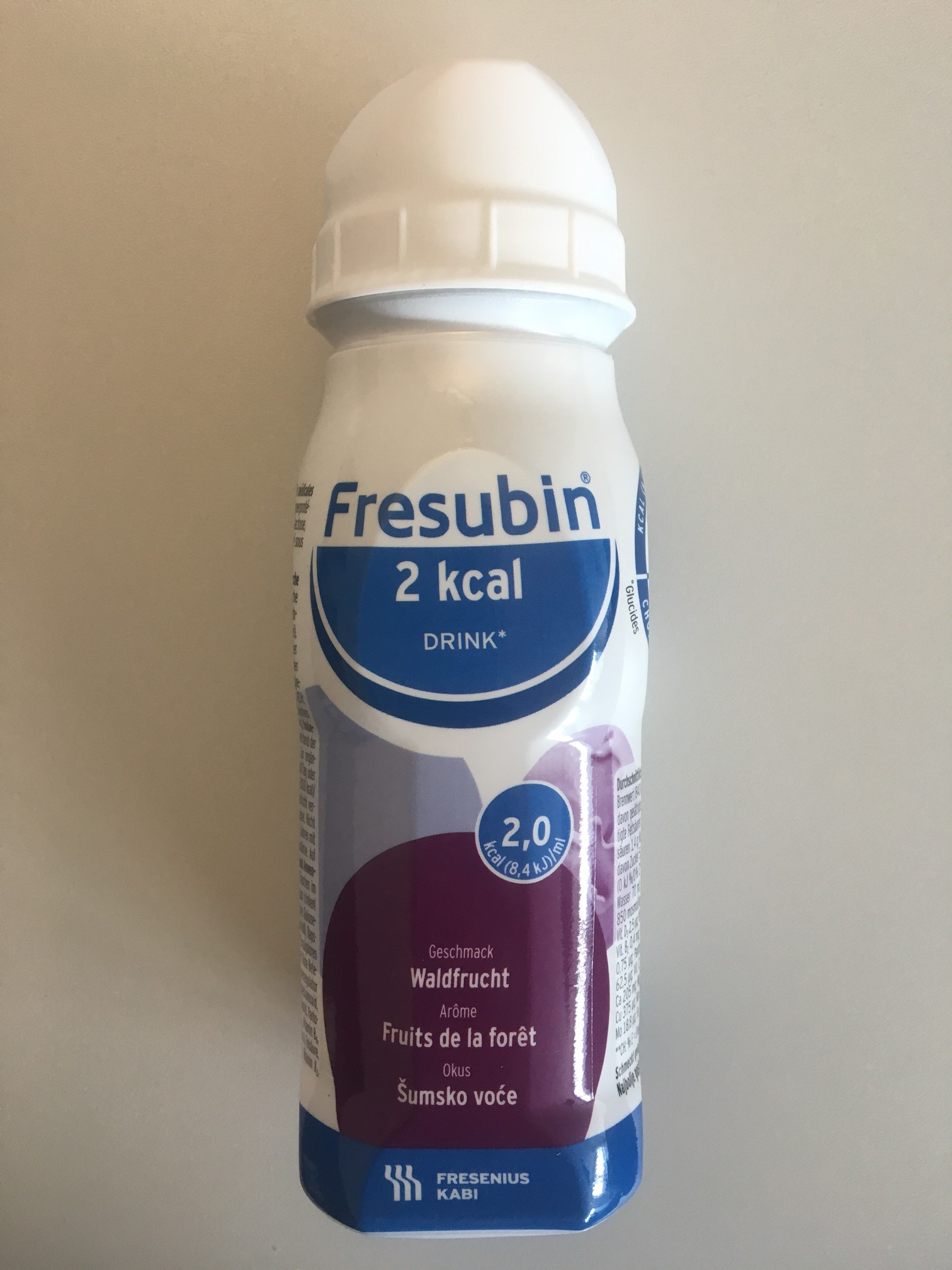
Trinknahrung in Portionsflasche

Trinknahrung (auch Flüssignahrung genannt) ist eine speziell zusammengestellte energiereiche Nahrung in flüssiger Form, die getrunken werden kann. Sie wird im medizinischen Bereich für die zusätzliche oder vollständige Ernährung eingesetzt, wenn der Patient nur unzureichend oder keine feste Nahrung zu sich nehmen kann. Je nach Zusammensetzung der Trinknahrung können gezielt bestimmte Komponenten zugeführt werden, etwa spezielle Proteine. Das kann bei bestimmten Krankheitsbildern erforderlich sein. Da viele Erkrankungen mit einem katabolen Stoffwechsel einhergehen (siehe Anwendungsgebiete), kann auch allein ein erhöhter Energiebedarf die Gabe einer Trinknahrung erforderlich machen.
Trinknahrungen gehören laut der europäischen Verordnung Nr. 609/2013 zu den Lebensmitteln für besondere medizinische Zwecke (bilanzierte Diäten). Für flüssige Nahrung, die als Mahlzeitenersatzprodukt angeboten wird, gilt diese Verordnung nicht.

## Anwendungsgebiete

### Medizinischer Anwendungsbereich
Anwendungsgebiete für Trinknahrung mit mittlerem und hohem physiologischem Brennwert sind beispielsweise:
- starke Abmagerung (Kachexie), z. B. bei chronisch obstruktiven Lungenerkrankung (COPD), Tumorerkrankungen, HIV/Aids
- prä- und postoperative Behandlung von chirurgischen Patienten
- geriatrische Patienten
- Patienten mit Kau- oder Schluckstörungen

Anwendungsgebiete für Trinknahrung mit speziellen Aminosäure-, Fettsäure- oder Elektrolytmustern oder modifizierten Kohlenhydratkomponenten sind beispielsweise:
- Pre-Nahrung und Folgemilch als Muttermilchersatz für Säuglinge
- chronisches Nierenversagen (terminale Niereninsuffizienz)
- Hämodialyse
- Bauchspeicheldrüsenentzündung (Pankreatitis), Leberinsuffizienz
- Zuckerkrankheit (Diabetes mellitus)
- Morbus Crohn

Trinknahrung darf nicht bei Patienten angewendet werden, bei denen sich die orale Nahrungsaufnahme generell verbietet, sowie bei Allergien und Intoleranzen gegenüber Inhaltsstoffen.
Unter bestimmten Gegebenheiten sind die Kosten für Trinknahrung erstattungsfähig. Voraussetzung ist eine ärztliche Verordnung (Rezept) und die Apothekenpflicht des Arzneimittels. Nicht apothekenpflichtige Arzneimittel sind dann verordnungsfähig, wenn sie in den Arzneimittelrichtlinien des Gemeinsamen Bundesausschusses als solche ausdrücklich ausgewiesen sind.

### Nicht-medizinische Anwendung
Es gibt auch die nicht-medizinische Anwendung von Trinknahrung, wie zum Beispiel mit YFood, Soylent, Mana, Huel oder Saturo. Hierbei handelt es sich um Mahlzeitenersatzprodukte, die in Deutschland als „Lebensmittel des allgemeinen Verzehrs“ gelten und damit den allgemeinen lebensmittelrechtlichen Bestimmungen unterliegen.

## Zusammensetzung
Die Zusammensetzung von Trinknahrung für die Anwendung aus medizinischen Gründen entspricht etwa der Sondennahrung. Sie richtet sich nach dem Anwendungsgebiet. Beispielsweise fand man in Studien einen klaren Zusammenhang zwischen dem Ernährungszustand und der Überlebensdauer von Patienten mit chronisch obstruktiver Lungenerkrankung (COPD). So entwickelten COPD-Patienten nach Aufnahme fettreicher Nahrung häufiger Atemnot. Eine Therapieempfehlung für diese Patienten lautet daher, fettarme und kohlenhydratreiche Trinknahrung zu sich zu nehmen. Bei Patienten mit Niereninsuffizienz wird eine eiweißarme und elektrolytreduzierte Trinknahrung empfohlen. Für Morbus-Crohn-Patienten gibt es ballaststofffreie Varianten.
Die Ernährung sollte nicht ausschließlich über Trinknahrung erfolgen, sondern durch ausreichende Flüssigkeitszufuhr (nach Empfehlungen der DGE zwischen 25 und 35 Milliliter pro Kilogramm Körpergewicht) ergänzt werden. Im Zusammenhang mit krankheitsbezogener normaler oder energiereicher Trinknahrung spricht der Experte von bilanzierter Ernährung (bilanzierte Diät), wobei der Bezugspunkt der errechnete persönliche Nährstoffbedarf ist. Dieser richtet sich unter anderem nach dem Gewicht des Patienten vor der Behandlung und kann anhand eines Bewertungs-Index ermittelt werden.

## Lagerung
Die Zähflüssigkeit (Viskosität) der Trinknahrung sollte so sein, dass sie mittels Strohhalm getrunken werden kann.
Um diese Viskosität zu erhalten, sollte die Lagerung eine Innentemperatur von 15 °C nicht unterschreiten. Da Trinknahrung ein Nährboden für Mikroorganismen ist, sollte angebrochene Trinknahrung innerhalb von acht bis zwölf Stunden verbraucht oder im Kühlschrank maximal 24 Stunden aufbewahrt werden.